# 馬尼拉之戰 (1570年)
馬尼拉之戰(1570年)，是梅尼拉王國酋長拉賈蘇拉曼領導的菲律賓人和由馬丁·德·戈伊蒂領導的西班牙人軍隊之間的戰爭。雙方於1570年5月24日在馬尼拉進行了戰鬥，結果西班牙人勝利，馬尼拉從此成為西屬東印度的首都。
當時米格尔·洛佩斯·德莱加斯皮正在尋找一個合適的地方建立西班牙殖民地首都，因葡萄牙海盜的侵擾和當地人反抗被迫離開宿霧，1570年，馬丁·德·戈伊蒂和指揮官胡安·德·塞萊索隨著食物的減少，在呂宋島發現了一個蘇丹國，看到了它的潛力。戈伊蒂停駐在甲米地省，並試圖通過向梅尼拉王國發送一個友誼的信息來平靜地建立他的權威。其統治者拉賈·蘇萊曼願意接受西班牙人所提出的友誼，但不願意接受其主權。因此，蘇萊曼向西班牙人宣戰。結果，戈伊蒂和他的軍隊在1570年5月襲擊了馬尼拉，經過一場粗暴的戰鬥，蘇萊曼和他的男人民被迫逃到山區。西班牙人離開後，當地人重新回來。

## 事後
在1571年，西班牙人全副武裝返回，由280名西班牙人和600名本土盟友組成，這次由米格尔·洛佩斯·德莱加斯皮自己領導。他們佔領了梅尼拉，並在那裡建立了一個定居點。1571年5月19日，米格尔·洛佩斯·德莱加斯皮給馬尼拉殖民地城市的頭銜。
一個邦板牙人馬卡比比部落酋長，塔里克·蘇萊曼拒絕服從西班牙人，並得到一些部落支持，聚集了由邦板牙族戰士組成的部隊和西班牙人戰鬥。但在班庫薩伊戰役中戰敗，西班牙人鞏固了對馬尼拉的控制權。
德莱加斯皮於1571年6月24日在馬尼拉成立了一個市政府，最終成為整個西班牙東印度群島的首都，隨後成為菲律賓的首都。這城市的初始人口約為250人。